# Energizer Holdings

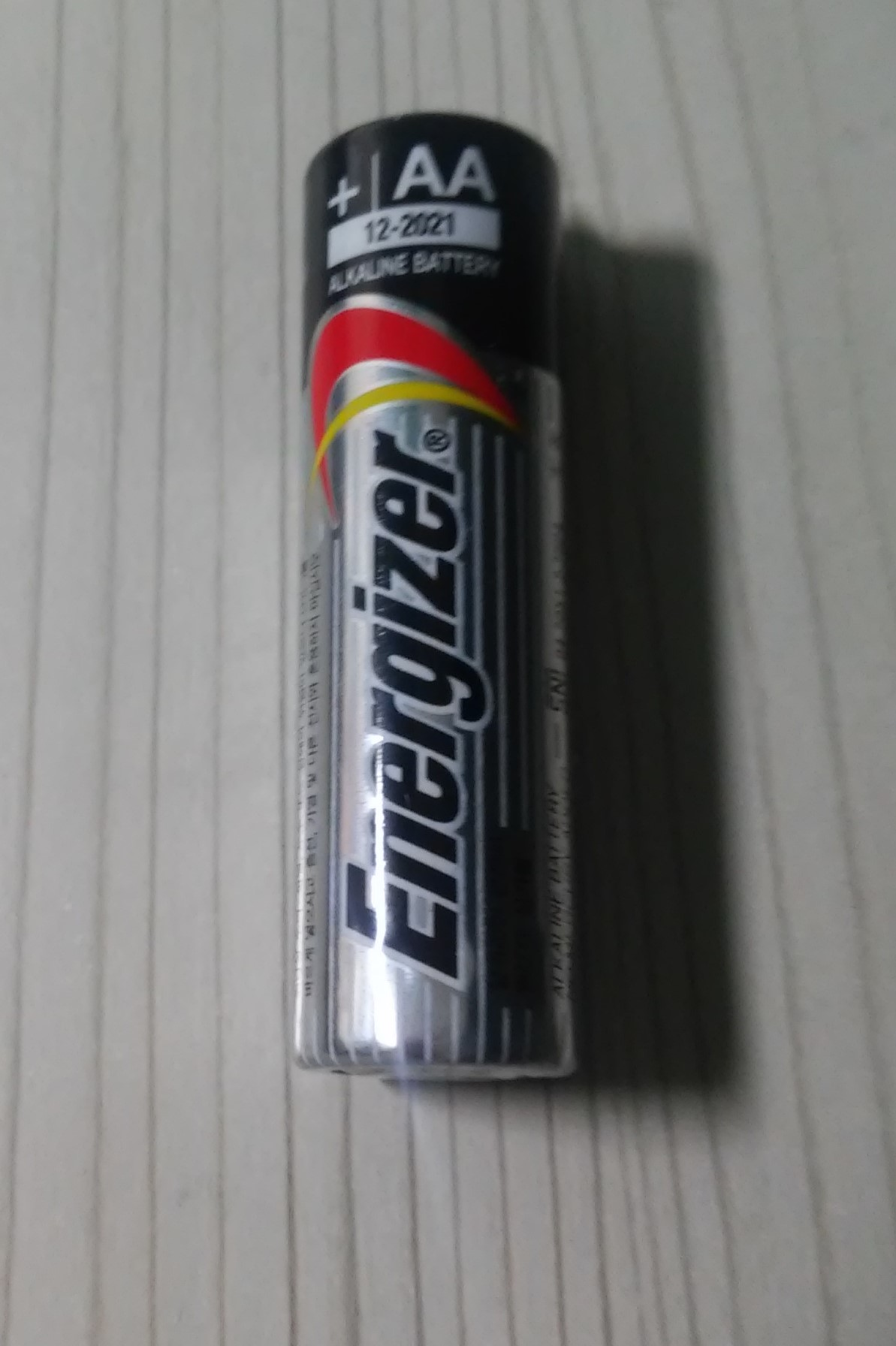
Energizer Batterie (Batteria AA)

Energizer Holdings è un produttore statunitense di batterie e prodotti per la cura personale, con sede a St. Louis, Missouri. Le sue più note marche sono le batterie Energizer e Eveready, i rasoi e prodotti per la rasatura Schick (USA) e Wilkinson Sword (EU), e i marchi Edge, Personna, Playtex, Hawaiian Tropic  e  Banana Boat. L'azienda vende in oltre 165 paesi.